# Énergie au Japon
Le secteur de l'énergie au Japon est l'un des plus importants consommateurs d'énergie au monde ; le Japon est un pays très densément peuplé (333,5 hab/km2 en 2021, moins que l'Inde : 431,3 hab/km2 mais deux fois plus que la Chine : 147,1 hab/km2) et d'un niveau de vie élevé (PIB par habitant : 40 113 $ en 2019). La consommation d'énergie primaire par habitant au Japon en 2023 était supérieure de 68 % à la moyenne mondiale et de 17 % à celle de la Chine, mais inférieure de 53 % à celle des États-Unis.
Son secteur énergétique dépend fortement des importations, notamment des combustibles fossiles : 3e importateur mondial de gaz naturel en 2023 avec 7,4 % des importations mondiales derrière l'Union européenne et la Chine (et 2e importateur mondial de gaz naturel liquéfié : 16,4 %), 3e pour le charbon (12,4 % des importations mondiales) derrière la Chine et l'Inde, et 4e pour le pétrole avec 4,9 % du total mondial, derrière la Chine, les États-Unis et l'Inde.
Ces importations se sont fortement accrues à partir de 2011, du fait de l'arrêt complet de la production des centrales nucléaires après l'accident nucléaire de Fukushima. En 2010, les 54 réacteurs nucléaires assuraient 24,6 % de la production d'électricité du pays, qui se classait au 3e rang mondial pour sa production nucléaire. L'explosion des importations de combustibles fossiles a fait basculer dans le rouge la balance commerciale, autrefois largement excédentaire ; en 2013, le déficit de la balance commerciale japonaise a même dépassé celui de la France. Le gouvernement arrivé au pouvoir en décembre 2012 annonce son intention de faire redémarrer ces centrales dès que les inspections de la nouvelle Autorité de sureté nucléaire (NRA) auront été terminées ; deux réacteurs ont redémarré en 2015, et en août 2023, dix réacteurs étaient reconnectés au réseau.
En 2023, la consommation d'énergie primaire du Japon se répartissait en 84,8 % d'énergies fossiles (pétrole : 37,7 %, charbon : 26,1 %, gaz : 21,0 %), 5,8 % de nucléaire et 9,4 % d'énergies renouvelables (4,4 % de biomasse et déchets, 1,7 % d'hydroélectricité et 3,3 % de solaire, éolien et géothermie).
L'électricité représentait 30,1 % de la consommation finale d'énergie en 2022. Le Japon est le 5e producteur d'électricité au monde (3,4 % de la production mondiale), au 4e rang mondial pour la production d'électricité à partir de gaz naturel ainsi que pour le charbon, au 2e rang pour le pétrole, au 6e rang pour les énergies renouvelables hors hydro.
Le Japon se situait en 2023 au 5e rang mondial pour les émissions de CO2 dues à la consommation d'énergie avec 2,9 % du total mondial. Ses émissions par habitant en 2022 étaient supérieures de 82 % à la moyenne mondiale et de 4 % à celle de la Chine, mais inférieures de 44 % à celle des États-Unis.

## Vue d'ensemble
| Principaux indicateurs de l'énergie au Japon           | Principaux indicateurs de l'énergie au Japon | Principaux indicateurs de l'énergie au Japon | Principaux indicateurs de l'énergie au Japon | Principaux indicateurs de l'énergie au Japon | Principaux indicateurs de l'énergie au Japon | Principaux indicateurs de l'énergie au Japon |
| ------------------------------------------------------ | -------------------------------------------- | -------------------------------------------- | -------------------------------------------- | -------------------------------------------- | -------------------------------------------- | -------------------------------------------- |
|                                                        | Population                                   | Consom. énergie primaire                     | Production                                   | Import. nette                                | Consom. électricité                          | Émissions de GES*                            |
| Année                                                  | Million                                      | PJ                                           | PJ                                           | PJ                                           | TWh                                          | Mt CO2éq                                     |
| 1990                                                   | 124                                          | 18 293                                       | 3 106                                        | 15 754                                       | 830                                          | 1 058                                        |
| 2000                                                   | 126,8                                        | 21 599                                       | 4 374                                        | 17 887                                       | 1 021                                        | 1 156                                        |
| 2010                                                   | 128,1                                        | 20 915                                       | 4 232                                        | 17 095                                       | 1 124                                        | 1 142                                        |
| 2011                                                   | 127,8                                        | 19 376                                       | 2 224                                        | 17 597                                       | 1 064                                        | 1 199                                        |
| 2012                                                   | 127,6                                        | 18 899                                       | 1 260                                        | 18 166                                       | 1 056                                        | 1 239                                        |
| 2013                                                   | 127,4                                        | 19 035                                       | 1 230                                        | 18 211                                       | 1 057                                        | 1 251                                        |
| 2014                                                   | 127,3                                        | 18 362                                       | 1 156                                        | 17 548                                       | 1 033                                        | 1 202                                        |
| 2015                                                   | 127,1                                        | 18 102                                       | 1 318                                        | 17 168                                       | 1 018                                        | 1 163                                        |
| 2016                                                   | 127,1                                        | 17 935                                       | 1 443                                        | 16 825                                       | 1 025                                        | 1 148                                        |
| 2017                                                   | 127,0                                        | 18 027                                       | 1 704                                        | 16 781                                       | 1 040                                        | 1 133                                        |
| 2018                                                   | 126,8                                        | 17 749                                       | 2 081                                        | 16 231                                       | 1 022                                        | 1 093                                        |
| 2019                                                   | 126,6                                        | 17 293                                       | 2 093                                        | 15 660                                       | 994                                          | 1 056                                        |
| 2020                                                   | 126,3                                        | 16 107                                       | 1 814                                        | 14 429                                       | 971                                          | 999                                          |
| 2021                                                   | 125,7                                        | 16 819                                       | 2 242                                        | 14 915                                       | 1 000                                        | 1 015                                        |
| 2022                                                   | 125,1                                        | 16 428                                       | 2 074                                        | 14 777                                       | 976                                          | 986                                          |
| 2023                                                   | 124,5                                        | 15 852                                       | 2 398                                        | 13 826                                       | 941                                          | 928                                          |
| variation 1990-2023                                    | +0,4 %                                       | -13,3 %                                      | -22,8 %                                      | -12,2 %                                      | +13,4 %                                      | -12,3 %                                      |
| * émissions de gaz à effet de serre liées à l'énergie. |                                              |                                              |                                              |                                              |                                              |                                              |

## Comparaisons internationales
Les statistiques de l'Agence internationale de l'énergie et celles de l'Energy Institute classent le Japon aux tout premiers rangs pour nombre d'indicateurs du domaine de l'énergie ; cependant, il n'est en tête que pour les importations de combustibles fossiles et leur transformation (raffinage, production d'électricité) ; pour le nucléaire il passe du 3e rang avant Fukushima au 6e en 2011, puis disparait du classement en 2014 avec l'arrêt complet des centrales, et remonte en 2023 au 7e rang ; dans le domaine des énergies renouvelables, il se distingue pour l'hydroélectricité, la biomasse, la géothermie et le solaire, mais ne figure pas parmi les 10 premiers pays producteurs d'énergie éolienne :
| Source d'énergie                        | indicateur               | rang | année | quantité | unité | % monde | commentaires                                                                                                   |
| Pétrole brut                            | Importations             | 4e   | 2023  | 125,5    | Mt    | 4,9 %   | 1er : Chine (20,1 %), 2e : États-Unis (12,5 %), 3e : Inde (8,5 %)                                              |
| Gaz naturel                             | Importation de GNL       | 2e   | 2023  | 90,3     | Gm3   | 16,4 %  | 1er : Chine (17,8 %), 3e : Corée du sud (11,0 %)                                                               |
| Charbon                                 | Importations             | 3e   | 2023  | 4,39     | EJ    | 12,4 %  | 1er : Chine (28,7 %), 2e : Inde (15,1 %)                                                                       |
| Électricité                             | Production               | 5e   | 2023  | 1 013,3  | TWh   | 3,4 %   | 1er : Chine (31,7 %), 2e : États-Unis (15,0 %), 3e : Inde (6,5 %), 4e : Russie (3,9 %)                         |
| Prod.élec.par sources*                  | Charbon                  | 4e   | 2023  | 304,3    | TWh   | 2,9 %   | 1er : Chine (5 754 TWh, 54,7 %), 2e : Inde (14,0 %), 3e : États-Unis (7,0 %)                                   |
| Prod.élec.par sources*                  | Pétrole                  | 2e   | 2023  | 33,4     | TWh   | 4,8 %   | 1er : Arabie saoudite (21,8 %)                                                                                 |
| Prod.élec.par sources*                  | Gaz naturel              | 4e   | 2023  | 320,9    | TWh   | 4,8 %   | 1er : États-Unis (1 937,7 TWh, 28,7 %), 2e : Russie (7,8 %), 3e : Iran (4,8 %)                                 |
| Prod.élec.par sources*                  | Renouvelables hors hydro | 6e   | 2023  | 149      | TWh   | 3,1 %   | 1er : Chine (35,1 %), 2e : États-Unis (15,5 %), 3e : Allemagne (5,3 %), 4e : Inde (4,9 %), 5e : Brésil (4,3 %) |
| * production d'électricité par sources. |                          |      |       |          |       |         | |

## Production nationale et importations d'énergie primaire
Le Japon manque de ressources énergétiques naturelles et dépend donc des importations pour couvrir ses besoins. L'arrêt des centrales nucléaires à la suite de l'accident de Fukushima a fortement aggravé cette dépendance : le taux d’indépendance énergétique du pays s'est effondré de 20,2 % en 2010 à 6,4 % en 2014, pour ne se relever qu’à 8,3 % en 2016. Le ministère de l'Économie, du Commerce et de l'Industrie (METI) a fixé l'objectif de remonter ce taux à 24 % en 2030.
| Source                                                  | 1990  | %    | 2000  | %    | 2010  | %    | 2020  | %    | 2023  | % 2023 | var. 2023/1990 |
| Charbon                                                 | 187   | 6,0  | 64    | 1,5  | 25    | 0,6  | 17    | 1,0  | 14    | 0,6 %  | -92 %          |
| Pétrole                                                 | 23    | 0,7  | 26    | 0,6  | 29    | 0,7  | 18    | 1,0  | 13    | 0,6 %  | -42 %          |
| Gaz naturel                                             | 80    | 2,6  | 96    | 2,2  | 134   | 3,2  | 81    | 4,5  | 73    | 3,1 %  | -9 %           |
| Total fossiles                                          | 290   | 9,3  | 186   | 4,3  | 188   | 4,4  | 116   | 6,4  | 101   | 4,2 %  | -65 %          |
| Nucléaire                                               | 2 207 | 71,1 | 3 513 | 80,3 | 3 144 | 74,3 | 423   | 23,3 | 917   | 38,2 % | -58 %          |
| Hydraulique                                             | 316   | 10,2 | 303   | 6,9  | 302   | 7,1  | 284   | 15,6 | 276   | 11,5 % | -13 %          |
| Biomasse-déchets                                        | 176   | 5,7  | 207   | 4,7  | 454   | 10,7 | 554   | 30,6 | 588   | 24,5 % | +234 %         |
| Solaire, éolien, géoth.                                 | 117   | 3,8  | 165   | 3,8  | 144   | 3,4  | 437   | 24,1 | 516   | 21,5 % | +341 %         |
| Total EnR                                               | 609   | 19,6 | 675   | 15,4 | 900   | 21,3 | 1 275 | 70,3 | 1 380 | 57,6 % | +127 %         |
| Total                                                   | 3 106 | 100  | 4 374 | 100  | 4 232 | 100  | 1 814 | 100  | 2 398 | 100 %  | -23 %          |
| Source des données : Agence internationale de l'énergie |       |      |       |      |       |      |       |      |       |        |                |

### Secteur charbonnier
Les réserves prouvées de charbon du Japon étaient estimées par l'Agence fédérale allemande pour les sciences de la terre et les matières premières (BGR) à 340 Mt (millions de tonnes) fin 2022, soit 0,04 % des réserves mondiales. Elles représentent 486 ans de production au rythme de 2022 (0,7 Mt) et sont restées inchangées depuis 2010. Le Japon a également 10 Mt de réserves de lignite, qui ne sont pas exploitées.
La production de charbon du Japon en 2023 est estimée par l'Energy Institute à 0,6 Mt, soit 0,02 EJ (exajoules), en baisse de 5 % en 2023 et d'un tiers par rapport à 2013.
La consommation de charbon du Japon s'est établie en 2023 à 4,54 EJ, en baisse de 7,7 % en 2023 et de 10,5 % depuis 2013, soit 2,8 % du total mondial, au 4e rang mondial derrière la Chine (56,1 %), l'Inde (13,4 %) et les États-Unis (5,0 %). La production de charbon du pays couvre seulement 0,4 % de sa consommation. Il a importé 4,39 EJ de charbon, se classant au 3e rang mondial des importateurs avec 12,4 % des importations mondiales, derrière la Chine (28,7 %) et l'Inde (15,1 %) ; sa part des importations mondiales est supérieure de 24 % à celle de l'Europe entière : 10 %. Ces importations ont baissé de 9 % en 2023 et de 13,2 % depuis 2013. Elles proviennent pour l'essentiel d'Australie (2,83 EJ, soit 64 %), d'Indonésie (15 %), du Canada (7 %) et des États-Unis (7 %).
La production nationale de charbon a pris fin en 2002, mais le charbon reste une ressource largement utilisée, en particulier pour la production d'électricité : 27 % de la puissance installée des centrales électriques fonctionnait au charbon en 2010. Le Japon importe la totalité de ses besoins en charbon, principalement d'Australie ; en 2011, ces importations ont totalisé 176 Mt (187 Mt en 2010) ; le Japon a été pendant trois décennies le plus gros importateur mondial de charbon, mais en 2012 la Chine l'a dépassé. Plusieurs centrales à charbon ont été endommagées par le séisme du Tōhoku en mars 2011, si bien que l'utilisation n'a pas pu progresser entre 2011 et 2012, laissant la production d'électricité dépendre massivement du gaz naturel et du pétrole pour remplacer les centrales nucléaires arrêtées. Deux nouvelles centrales charbon, d'une capacité de 1,6 GW au total, sont entrées en fonction dans le nord du Japon au début 2013 ; 2 GW de la centrale de Haramachi ont été remises en service en 2013 après réparation des dommages causés par le séisme. Le gouvernement encourage les compagnies électriques à construire des centrales charbon supplémentaires en réduisant les contraintes réglementaires environnementales. Au 2e et 3e trimestres 2013, la consommation de charbon s'est accrue de 20 % ; cela permet de moins utiliser les centrales au pétrole, les plus coûteuses.

### Secteur pétrolier
Le Japon dispose de très peu de ressources pétrolières sur son territoire qu'elle a commencé à exploiter en 1873 dans le champ pétrolifère de Sagara. Sa production en 1928 est de 270 000 tonnes. En 1960, elle est de 450 000 litres.
Les réserves prouvées de pétrole du Japon étaient estimées par l'Agence fédérale allemande pour les sciences de la terre et les matières premières (BGR) à 6 Mt (millions de tonnes) fin 2022, soit 0,002 % des réserves mondiales. Elles représentaient 15 années de production au rythme de 2022 : 0,4 Mt. Elles sont restées inchangées depuis 2010.
En 2022, le Japon a consommé 3,37 Mb/j (millions de barils par jour), soit 6,65 EJ (exajoules) de pétrole, en baisse de 4,1 % en 2023 et de 27,6 % depuis 2013. Il représente 3,4 % de la consommation mondiale, au 6e rang mondial derrière les États-Unis (18,3 %), la Chine (17 %), l'Inde (5,4 %), l'Arabie saoudite (3,8 %) et la Russie (3,7 %). Il a importé 3,33 Mb/j de pétrole brut et produits pétroliers, en baisse de 3,8 % en 2023 et de 28 % depuis 2013, soit 164,3 Mt, dont 125,5 Mt de pétrole brut et 38,8 Mt de produits pétroliers ; il a exporté 12,5 Mt de produits pétroliers. Il se classe au 4e rang mondial des importateurs de brut avec 4,9 % des importations mondiales, derrière la Chine (20,1 %), les États-Unis (12,5 %) et l'Inde (8,5 %). Ses importations de brut proviennent à 95 % du Moyen-orient (Arabie saoudite : 41 %, Émirats arabes unis : 39 %, Koweït : 9 %, etc) et à 1,9 % des États-Unis.
Le Japon était en 2012 le 3e importateur net mondial de pétrole après les États-Unis et la Chine, avec en moyenne 4,6 millions de barils par jour ; après l'accident de Fukushima, le Japon a accru ses importations de brut pour combustion directe dans ses centrales électriques ; le pays dépend surtout du Moyen-Orient pour ces importations (83 % en 2012, contre 70 % vers 1985), mais essaie de les diversifier (Russie ; Afrique : Gabon et Angola ; sud-est asiatique : Vietnam, Indonésie, Malaisie).
Le Japon maintient des stocks stratégiques importants pour se prémunir contre une interruption de l'approvisionnement en pétrole. Fin décembre 2010, 54 % de ces stocks sont détenus par le gouvernement, 46 % sont des stocks commerciaux.
En 2010, la consommation journalière de pétrole atteint 4,4 millions de barils par jour. Le Japon est ainsi le troisième pays plus gros consommateur de pétrole derrière les États-Unis et la Chine. Cette consommation est néanmoins en baisse depuis 2005. Cette baisse peut être expliquée par différents facteurs : une substitution des carburants, une population vieillissante, des objectifs d'efficacité énergétique mandatés par le gouvernement. De plus, le secteur industriel remplace petit à petit le pétrole par le gaz naturel. Enfin, les prix élevés ont réduit la demande des dérivés du pétrole pour le chauffage domestique.
En 2006, puis en 2012, le gouvernement japonais a annoncé une nouvelle stratégie énergétique. Le gouvernement souhaite réduire la part du pétrole dans sa consommation énergétique globale, ainsi que la part du pétrole dans le secteur des transports.

### Secteur gazier
Les réserves prouvées de gaz naturel du Japon étaient estimées par l'Agence fédérale allemande pour les sciences de la terre et les matières premières (BGR) à 21 Gm3 (milliards de m3) fin 2022, soit 0,01 % des réserves mondiales ; elles représentent 9,5 années de production au rythme de 2022 : 2,2 Gm3. Elles ont baissé de 43 % depuis 2010.
Selon le journal Oil and Gas International (OGI), le Japon avait 20,9 Gm3 de réserves prouvées de gaz naturel en janvier 2013. Ces réserves prouvées ont diminué de près de moitié depuis 2007, où elles étaient estimées à 40 Gm3. La plupart des champs de gaz naturel sont situés le long de la côte ouest. La production a été de 116 milliards de pieds cubes en 2012, en baisse par rapport à la moyenne de 185 milliards de pieds cubes des dix dernières années ; le principal champ gazier du Japon est celui de Minami-Nagaoka sur la côte ouest de Honshu, qui assure 40 % de la production nationale de gaz.
Des hydrates de méthane ont été découverts au large de la côte est ; en mars 2013, JOGMEC a conduit les premiers tests réussis d'extraction d'hydrates de méthane offshore et a confirmé les estimations de réserves de 40 Tcf (1012 pieds cubes) dans le bassin de Nankai sur la côte sud-est du pays ; le démarrage de la production est prévu pour 2018, bien que le coût élevé de tels projets puisse repousser cette perspective. De nombreux experts dénoncent les dangers de tels projets pour l'environnement.
En 2023, le Japon a consommé 92,4 Gm3 de gaz naturel, soit 3,33 EJ (exajoules), en recul de 7,8 % en 2023 et de 26 % depuis le pic atteint en 2014 à 4,49 EJ, après une progression de 35 % de 2009 à 2014. Il se classe au 8e rang mondial avec 2,3 % de la consommation mondiale. Les importations de gaz naturel du Japon en 2023 sous forme de GNL ont atteint 90,3 Gm3, soit 16,4 % des importations mondiales de GNL, au 2e rang mondial derrière la Chine (17,8 %) et devant la Corée du sud (11,0 %), provenant surtout de l'Australie (41,5 %), de Malaisie (15,8 %), de Russie (9,3 %), des États-Unis (8,3 %), de Papouasie-Nouvelle Guinée (5,8 %), d'Indonésie (4,5 %), du Qatar (4,4 %), de Brunei (3,8 %), etc. Après prise en compte des importations par gazoduc, le Japon se classe au 3e rang mondial en 2023 avec 7,4 % des importations mondiales, derrière l'Union européenne (32,9 %) et la Chine (13 %).
Les importations de gaz naturel liquéfié (GNL, ou LNG en anglais) au Japon représentaient 37 % du marché mondial du GNL en 2012 (33 % en 2011) ; le japon a commencé à importer du GNL d'Alaska en 1969, devenant ainsi un pionnier de ce marché ; le gouvernement a encouragé la consommation de gaz naturel pour des raisons environnementales ; lors de l'arrêt du nucléaire en 2011-2012, le gaz naturel a été choisi comme source préférentielle de substitution ; en 2012, le Japon a consommé environ 4,4 Tcf de gaz naturel, soit 50 % de plus qu'en 2000 ; plus de 95 % de cette demande est couverte par l'importation de GNL ; le séisme de mars 2011 a entrainé une hausse de 24 % de ces importations entre 2010 et 2012, de 3,5 Tcf/an à 4,3 Tcf/an ; le secteur de la production d'électricité est le principal consommateur de gaz (64 %), suivi par l'industrie (21 %), le secteur résidentiel (9 %) et le secteur commercial (4 %) ; l'arrêt du nucléaire a fait monter la part de la production d'électricité de 57 % en 2010 à 64 % en 2012, sa consommation de gaz ayant augmenté de 33 % en 2 ans.
Le Japon dispose de 30 terminaux d'importation de GNL dont la capacité totale est de 8,6 Tcf/an, largement supérieure à la demande, mais les importations de GNL sont contraintes par des limites de capacité d'accostage, de taille des méthaniers, et d'autres limites dues aux infrastructures ; le Japon a aussi la plus grande capacité de stockage de regazéification : 565 MMcf, qui sert de stock-tampon pendant les saisons de forte demande ; cinq terminaux supplémentaires sont en construction ; ils ajouteront 350 Bcf/an de capacité d'ici 2016.
La forte progression de la demande pour l'électricité ainsi que la situation plus tendue sur le marché mondial ont conduit à une augmentation importante des prix à l'importation de gaz, de 9 $/MMBtu avant la crise à plus de 16 $/MMBtu en 2012 ; le METI incite les entreprises électriques à négocier des contrats supprimant la référence au prix du pétrole ; après Fukushima, la part des achats de GNL sur les marchés à court terme a augmenté jusqu'à 27 % du total des importations de GNL.
Les sources des importations japonaises de GNL sont assez diversifiées ; des compagnies japonaises ont pris des parts dans le capital de projets de liquéfaction de gaz en Australie ; des projets d'approvisionnements supplémentaires sont à l'étude, à partir de la Nouvelle-Guinée et surtout des États-Unis : un accord préliminaire a été signé par Chubu Electric et Osaka Gas pour importer 100 Bcf/an chacun sur 20 ans depuis le terminal GNL de Freeport dans le Golfe du Mexique à partir de 2017 ; Sumitomo a signé un accord pour importer 110 Bcf/an sur 20 ans depuis le terminal GNL de Cove Point sur la côte est ; en mai 2013, Mitsubishi and Mitsui ont acquis une part de 33 % dans le projet Cameron LNG sur le Golfe du Mexique, qui devrait leur fournir 384 Bcf/an à partir de 2017.
Un consortium dirigé par Kawasaki Heavy Industries lance en 2018 un projet de 100 millions de dollars australiens d'importation d'hydrogène liquéfié depuis l'Australie ; le gouvernement australien fournira 100 millions de dollars australiens d'assistance financière à ce projet ; cet hydrogène sera utilisé dans les piles à combustible des voitures à hydrogène ainsi que pour la production d'électricité, permettant de réduire les émissions de gaz à effet de serre au Japon ; mais l'Australie produira cet hydrogène par gazéification de lignite, le combustible le plus émetteur de CO2. Les livraisons d'hydrogène pourraient débuter vers 2020, et le consortium vise la phase de commercialisation en 2030.

## Dépendance énergétique
Le Japon est très dépendant envers ses importations énergétiques : ses importations nettes atteignent 13 826 PJ en 2023, soit 87,2 % de son approvisionnement en énergie ; l'arrêt des centrales nucléaires après Fukushima a nettement aggravé cette dépendance (96 % en 2012 contre 82 % en 2010) : la part des combustibles fossiles, presque entièrement importés, dans la consommation intérieure d'énergie primaire est passée de 80,6 % en 2010 à 94,2 % en 2012 avant de redescendre à 84,8 % en 2023.
La facture énergétique s'est tellement accrue que le pays, réputé jusque-là pour sa balance commerciale largement excédentaire, est devenu importateur net : l'exercice fiscal d'avril 2011 à mars 2012 s'est soldé par un déficit commercial de 42 milliards d'euros ; les importations du Japon ont augmenté de 11,6 % par rapport à celles de l'année précédente, à 69 692 milliards de yens (658 milliards d'euros), à cause d'un bond des achats de pétrole brut, produits pétroliers et gaz naturel liquéfié, carburants nécessaires pour faire turbiner les centrales thermiques et compenser l'absence d'électricité d'origine nucléaire. En 2013, le déficit de la balance commerciale s'est accru de 83 % du fait de la politique de dépréciation du yen qui renchérit les importations d'énergie, atteignant 76 milliards d'euros, dépassant largement celui de la France.

## Consommation intérieure d'énergie primaire
Le Japon est un pays très densément peuplé : 126,05 millions d'habitants en 2021 sur 377 972 km 2, soit 333,5 hab/km2, moins qu'en Inde : 431,3 hab/km2 mais plus du double de la densité chinoise : 147,1 hab/km2. Son niveau de vie est élevé : son PIB par habitant était de 40 113 $ en 2019 (États-Unis : 69 288 $, France : 43 519 $) ; il est donc gros consommateur d'énergie.
Selon l'Agence internationale de l'énergie, la consommation d'énergie primaire du Japon s'élevait à 15 852 PJ en 2023, en recul de 13,3 % en 33 ans.
L'Energy Institute estime la consommation d'énergie primaire du Japon à 17,4 EJ en 2023, en baisse de 3,4 % par rapport à 2022 et de 13,3 % depuis 2013. Sa part dans la consommation mondiale était de 2,8 %, au 5e rang derrière la Chine (27,7 %), les États-Unis (15,2 %), l'Inde (6,3 %) et la Russie (5,1 %). Sa consommation par habitant était de 141,2 GJ en 2023, supérieure de 83 % à la moyenne mondiale : 77,0 GJ, de 18 % à celle de la Chine : 119,8 GJ et de 5,5 % à celle de la France : 133,8 GJ, mais inférieure de 49 % à celle des États-Unis : 277,3 GJ.
Selon l'Agence internationale de l'énergie, dont les conventions sont différentes, elle était de 131,5 GJ en 2022 et de 127,5 GJ en 2023, supérieure de 68 % à la moyenne mondiale : 78,3 GJ et de 17 % à celle de la Chine : 112,4 GJ, mais inférieure de 2 % à celle de la France : 130,6 GJ et de 53 % à celle des États-Unis : 268,9 GJ.
| Source                                                  | 1990   | %    | 2000   | %    | 2010   | %    | 2020   | %    | 2023   | % 2023 | var. 2023/1990 |
| Charbon                                                 | 3 211  | 17,6 | 4 062  | 18,8 | 4 833  | 23,1 | 4 271  | 26,5 | 4 140  | 26,1 % | +29 %          |
| Pétrole                                                 | 10 417 | 56,9 | 10 597 | 49,1 | 8 423  | 40,3 | 6 195  | 38,5 | 5 981  | 37,7 % | -43 %          |
| Gaz naturel                                             | 1 847  | 10,1 | 2 748  | 12,7 | 3 601  | 17,2 | 3 858  | 24,0 | 3 325  | 21,0 % | +80 %          |
| Total fossiles                                          | 15 476 | 84,6 | 17 406 | 80,6 | 16 857 | 80,6 | 14 325 | 88,9 | 13 446 | 84,8 % | -13 %          |
| Nucléaire                                               | 2 207  | 12,1 | 3 513  | 16,3 | 3 144  | 15,0 | 423    | 2,6  | 917    | 5,8 %  | -58 %          |
| Hydraulique                                             | 316    | 1,7  | 303    | 1,4  | 302    | 1,4  | 284    | 1,8  | 276    | 1,7 %  | -13 %          |
| Biomasse-déchets                                        | 177    | 1,0  | 211    | 1,0  | 467    | 2,2  | 639    | 4,0  | 696    | 4,4 %  | +294 %         |
| Solaire, éolien, géoth.                                 | 117    | 0,6  | 165    | 0,8  | 144    | 0,7  | 437    | 2,7  | 516    | 3,3 %  | +341 %         |
| Total EnR                                               | 610    | 3,3  | 679    | 3,1  | 913    | 4,4  | 1 360  | 8,5  | 1 489  | 9,4 %  | +144 %         |
| Total                                                   | 18 293 | 100  | 21 599 | 100  | 20 915 | 100  | 16 107 | 100  | 15 852 | 100 %  | -13 %          |
| Source des données : Agence internationale de l'énergie |        |      |        |      |        |      |        |      |        |        |                |

L'effondrement du nucléaire (-3 144 PJ) entre 2010 et 2014 a été compensé surtout par une forte baisse de la consommation : -2 553 PJ ; la progression des énergies renouvelables : +112 PJ n'a pas empêché la consommation de combustibles fossiles de progresser de 480 PJ. La baisse de 12,2 % de la consommation totale s'explique en partie par un effet température : 2010 avait été marqué par un été très chaud qui avait causé une forte augmentation de la climatisation ; la baisse de 0,6 % de la population y a aussi contribué ; mais le facteur principal de cette chute est la destruction de nombreuses usines par le tsunami de 2011, qui a causé une importante délocalisation de la production. De 2014 à 2023, la consommation a encore reculé de 12,4 %.

## Consommation finale d'énergie
La consommation finale d'énergie au Japon (après raffinage, transformation en électricité ou en chaleur de réseau, transport, etc) a évolué comme suit :
| Source                                                  | 1990   | %    | 2000   | %    | 2010   | %    | 2020   | %    | 2022   | % 2022 | var. 2022/1990 |
| Charbon                                                 | 1 134  | 9,4  | 875    | 6,2  | 957    | 7,3  | 787    | 7,2  | 746    | 6,9 %  | -34 %          |
| Produits pétroliers                                     | 7 486  | 61,8 | 8 531  | 61,0 | 6 904  | 52,8 | 5 516  | 50,1 | 5 348  | 49,4 % | -29 %          |
| Gaz naturel                                             | 570    | 4,7  | 893    | 6,4  | 1 213  | 9,3  | 1 128  | 10,3 | 1 162  | 10,7 % | +104 %         |
| EnR thermiques                                          | 54     | 0,4  | 43     | 0,3  | 22     | 0,2  | 12     | 0,1  | 11     | 0,1 %  | -79 %          |
| Biomasse-déchets                                        | 103    | 0,9  | 129    | 0,9  | 235    | 1,8  | 247    | 2,2  | 268    | 2,5 %  | +160 %         |
| Électricité                                             | 2 753  | 22,7 | 3 502  | 25,0 | 3 728  | 28,5 | 3 288  | 29,9 | 3 264  | 30,1 % | +19 %          |
| Chaleur                                                 | 8      | 0,1  | 23     | 0,2  | 24     | 0,2  | 21     | 0,2  | 27     | 0,3 %  | +228 %         |
| Total                                                   | 12 109 | 100  | 13 995 | 100  | 13 083 | 100  | 11 000 | 100  | 10 827 | 100 %  | -11 %          |
| Source des données : Agence internationale de l'énergie |        |      |        |      |        |      |        |      |        |        |                |

La répartition par secteur de la consommation finale d'énergie a évolué comme suit :
| Secteur                                                                                     | 1990   | %    | 2000   | %    | 2010   | %    | 2020   | %    | 2022   | % 2022 | var. 2022/1990 |
| Industrie                                                                                   | 4 486  | 37,1 | 4 278  | 30,6 | 3 803  | 29,1 | 3 167  | 28,8 | 3 151  | 29,1 % | -30 %          |
| Transport                                                                                   | 3 026  | 25,0 | 3 732  | 26,7 | 3 292  | 25,2 | 2 611  | 23,7 | 2 692  | 24,9 % | -11 %          |
| Résidentiel                                                                                 | 1 575  | 13,0 | 2 043  | 14,6 | 2 090  | 16,0 | 1 848  | 16,8 | 1 739  | 16,1 % | +10 %          |
| Tertiaire                                                                                   | 1 412  | 11,7 | 2 188  | 15,6 | 2 194  | 16,8 | 1 927  | 17,5 | 1 897  | 17,5 % | +34 %          |
| Agriculture                                                                                 | 142    | 1,2  | 168    | 1,2  | 148    | 1,1  | 119    | 1,1  | 126    | 1,2 %  | -11 %          |
| Pêche                                                                                       | 116    | 1,0  | 83     | 0,6  | 72     | 0,5  | 77     | 0,7  | 74     | 0,7 %  | -36 %          |
| Non spécifié                                                                                | 1      | ε    | 23     | 0,2  | 31     | 0,2  | 18     | 0,2  | 23     | 0,2 %  | ns             |
| Usages non énerg.*                                                                          | 1 351  | 11,2 | 1 480  | 10,6 | 1 452  | 11,1 | 1 233  | 11,2 | 1 125  | 10,4 % | -17 %          |
| Total                                                                                       | 12 109 | 100  | 13 995 | 100  | 13 083 | 100  | 11 000 | 100  | 10 827 | 100 %  | -11 %          |
| Source des données : Agence internationale de l'énergie. * Usages non énergétiques (chimie) |        |      |        |      |        |      |        |      |        |        |                |

## Impact environnemental

### Émissions de gaz à effet de serre
En 2023, les émissions de gaz à effet de serre (GES) liées à l'énergie au Japon s'élevaient à 928 Mt CO2eq. En 2022, elles étaient de 986 Mt soit 2,6 % des émissions mondiales, loin derrière la Chine (29,7 %), les États-Unis (13,3 %), l'Inde (7,2 %), l'Union européenne (6,8 %) et la Russie (5,5 %).
|                                                       | 1971  | 1990    | 2023  | var. 2023/1971 | var. 2023/1990 | var.Monde 2022/1990 | part en 2023 |
| Émissions GES liées à l'énergie                       | 766   | 1 058   | 928   | +21 %          | -12,3 %        | +60 %               |              |
| Émissions GES par combustion de combustibles fossiles | 756,6 | 1 055,3 | 925,5 | +22 %          | -12,3 %        | +63,9 %             | 100 %        |
| dont charbon                                          | 202,8 | 297,1   | 359,2 | +77 %          | +21 %          | +82 %               | 38,8 %       |
| dont pétrole                                          | 545,2 | 645,9   | 338,8 | -33 %          | -47,5 %        | +32 %               | 36,6 %       |
| dont gaz naturel                                      | 8,6   | 111,7   | 190,0 | x22,1          | +70 %          | +103 %              | 20,5 %       |
| Source : Agence internationale de l'énergie           |       |         |       |                |                |                     |              |

Les émissions du Japon n'avaient progressé que de 7,8 % en 20 ans, de 1990 à 2010, mais l'arrêt des centrales nucléaires après l'accident nucléaire de Fukushima a entrainé une forte hausse des émissions : +9,5 % en 3 ans, due au recours accru aux centrales à combustibles fossiles ; les émissions ont cependant été réduites de 25,8 % entre 2013 et 2023.

### Émissions deCO2liées à la consommation d'énergie
Selon l'Energy Institute, les émissions de CO2 liées à l'énergie au Japon ont atteint 1 012,8 Mt en 2023, en baisse de 6,3 % en 2023 et de 22 % depuis 2013. Elles se classent au 5e rang mondial (2,9 % des émissions mondiales) derrière la Chine (32,1 %), les États-Unis (13,2 %), l'Inde (8,0 %) et la Russie (4,6 %).
Selon l'Agence internationale de l'énergie, le Japon est en 2022 le cinquième émetteur de dioxyde de carbone par combustion d'énergies fossiles : 973,7 MtCO2, soit 2,85 % des émissions mondiales, derrière la Chine (10 644,3 Mt, soit 31,2 %), les États-Unis (13,5 %), l'Inde (7,4 %) et la Russie (4,8 %). Ses émissions par habitant s'élèvent à 7,79 tonnes, supérieures de 82 % à la moyenne mondiale : 4,29 t et de 4 % à celle de la Chine : 7,50 t, mais inférieures de 44 % à celle des États-Unis : 13,81 t. En 2023, elles baissent à 7,38 t.
|                            | 1971 | 1990 | 2023 | var. 2023/1971 | var. 2023/1990 | var.UE27 2023/1990 |
| Émissions/habitant (t CO2) | 7,15 | 8,47 | 7,38 | +3,2 %         | -12,9 %        | -39,0 %            |

| | Émissions 2022      | part du secteur | Émissions/habitant | Émiss./hab. UE-27 |
| Secteur | Millions tonnes CO2 | %               | tonnes CO2/hab.    | tonnes CO2/hab.   |
| Secteur énergie hors élec. | 40,2                | 4,1 %           | 0,32               | 0,37              |
| Industrie et construction | 332,2               | 34,1 %          | 2,66               | 1,42              |
| Transport | 194,9               | 20,0 %          | 1,56               | 1,78              |
| dont transport routier | 166,3               | 17,1 %          | 1,33               | 1,66              |
| Résidentiel | 182,7               | 18,8 %          | 1,46               | 1,14              |
| Tertiaire | 204,8               | 21,0 %          | 1,64               | 0,73              |
| Total | 973,7               | 100 %           | 7,79               | 5,61              |
| Source : Agence internationale de l'énergie * après ré-allocation des émissions de la production d'électricité et de chaleur aux secteurs de consommation. |                     |                 |                    |                   |

Les émissions de CO2 du Japon sont largement supérieures à celles de l'Union européenne dans l'industrie et le secteur tertiaire, mais inférieures dans le secteur des transports.

### Plan de réduction des émissions de gaz à effet de serre
En février 2025, le gouvernement japonais ajuste légèrement son plan de réduction des émissions de gaz à effet de serre : alors qu'il avait jusqu'ici pour objectif une baisse de 46 % d'ici 2030 par rapport à 2013, il compte désormais réduire, à l'horizon 2035, son volume annuel d'émissions de 60 % par rapport à 2013. Il souhaite en particulier que son parc nucléaire produise 20 % de l'électricité du pays en 2040, contre 9 % en 2024 et près de 30 % avant la catastrophe de Fukushima, et que la part des énergies renouvelables atteigne 40-50 % en 2040, contre 22,9 % sur l'année fiscale 2023-2024 ; la part des centrales thermiques fossiles reculerait ainsi de 69 % à 30 ou 40 %.

### Risques d'accident nucléaire
Le Japon est situé sur la ceinture de feu du Pacifique ; il est donc exposé à des risques sismiques parmi les plus élevés du monde ; ces risques ont été pris en compte dans la conception des centrales, comme en témoigne le fait que, lors du Séisme de 2011 du Tōhoku, le plus puissant jamais mesuré, les quatre centrales nucléaires situées dans la zone affectée par ce séisme se sont arrêtées automatiquement. Par contre, le risque de tsunami avait été largement sous-estimé, d'où l'Accident nucléaire de Fukushima, qui a été fortement aggravé par un système de contrôle et de gestion de crise défectueux, ainsi que par l'inexistence de dispositifs de protection qui existent dans les principaux pays équipés de centrales nucléaires.
Le 7 juin 2011, le gouvernement japonais a créé le Comité d'enquête sur l'accident des centrales nucléaires de Fukushima de la Tokyo Electric Power Company. Ce comité d’experts indépendant, présidé par un professeur à l'Université de Tokyo, Yotaro Hatamura, spécialiste en analyse des défaillances, a autorité pour interroger aussi bien les dirigeants de TEPCO que les membres du gouvernement ou des agences officielles,. Un rapport d'étape a été publié le 26 décembre 2011, qui critique tout à la fois le manque de préparation de TEPCO, les défaillances de l'Agence japonaise de sûreté nucléaire et les erreurs ou insuffisances du gouvernement Kan,.
Suivant la publication de ce rapport d'étape, le parlement japonais a décidé à son tour la mise sur pied d'une commission d'enquête parlementaire, dirigée par le Dr. Kiyoshi Kurokawa, médecin et universitaire spécialiste en santé publique. Le rapport de cette commission indépendante d’experts a été publié le 5 juillet 2012. Point final d'une enquête durant laquelle plus de 1100 personnes ont été auditionnées, neuf sites nucléaires visités, 800 000 personnes ont assisté en direct à la retransmission de toutes les réunions de la commission (à l’exception de la première). Bien que déclenché par ces événements cataclysmiques, l’accident qui s’est ensuivi à la centrale nucléaire de Fukushima Daiichi ne peut pas être regardé comme un désastre naturel. Ce fut un désastre profondément causé par l’homme – qui aurait pu et aurait dû être prévu et prévenu. Et ses effets auraient pu être atténués par une réponse humaine plus efficace.. Un rapport qui pointe sévèrement la gestion de la crise par l'opérateur TEPCO, mais également du gouvernement japonais. Selon ce rapport la catastrophe de Fukushima serait d'origine humaine.
Inaugurée le 19 septembre 2012, en remplacement des organismes chargés de la sureté nucléaire à l'époque de la catastrophe, l'Agence de sûreté nucléaire et industrielle (NISA) et la Commission de sûreté nucléaire (NSC), critiquées pour leur gestion défaillante de l'accident nucléaire, une nouvelle instance de régulation du nucléaire, la Nuclear Regulatory Authority (NRA) est chargée de mettre en place de nouvelles règles de sûreté des centrales nucléaires japonaises. Placée sous la tutelle du ministère de l'environnement, la NRA bénéficie d'un statut similaire à celui de la Commission de la concurrence, censé garantir son indépendance.

### Sources
- (en) L'énergie au Japon sur le site de l'Energy Information Administration.
- (en) ANRE site de l'Agency for Natural Resources and Energy (ANRE), Ministry of Economy, Trade and Industry.
- (en) IEEJ site de l'Institute of Energy Economics Japan.
- (en) FEPC site de la Federation of Electric Power Companies (FEPC).